# Шехман, Илья Александрович
Илья Алекса́ндрович Ше́хман (31 июля 1871—21 мая 1939) — врач-офтальмолог, доктор медицины (1902), Герой Труда (1937).

## Биография
Родился в мещанской семье.
В 1894 году с отличием окончил Императорскую Военно-медицинскую академию в Санкт-Петербурге и был направлен руководителем медицинской экспедиции в Среднюю Азию. В 1900 году врач 10-го пехотного Новоингерманландского полка Илья Шехман получил за успешную противоэпидемическую деятельность от эмира Бухары Сеида Абдула Ахада награду — Бухарский орден золотой звезды 3-й ст.
В 1901—1902 годах — ординатор глазной клиники профессора Л. Г. Беллярминова при Военно-медицинской академии. В ноябре 1902 года конференция Императорской Военно-медицинской академии удостоила И. А. Шехмана степени доктора медицины (научная работа по теме «К вопросу о клинических и патолого-анатомических изменениях сетчатки при перевязке зрительного нерва»).
В 1902—1904 годах организует в Петрозаводске глазное отделение при Олонецкой губернской земской больнице.
Участник Русско-японской войны 1904—1905 годов.
В 1906 году приобрёл на собственные средства проект здания глазной больницы (инженер-архитектор В. Н. Лядинский), которая была построена и открыта в Петрозаводске 14 января 1909 года. Больница представляла собой одно из самых прогрессивных медицинских учреждений того времени. И. А. Шехман возглавил глазную больницу, где проводил сложные операции глаза, в частности, оперировал катаракту.
В 1914 году, в начале Первой мировой войны, был призван на военную службу. Служил в медицинских частях до окончания военных действий в 1918 году. Вернулся в Петрозаводск.
В 1918—1939 годах возглавлял в Петрозаводске глазную больницу, обучал медицинские кадры — врачей-окулистов, принимал деятельное участие в работе Карельского общества слепых.
Постановлением Совета народных комиссаров Автономной Карельской ССР 5 апреля 1929 года глазной больнице было присвоено имя доктора И. А. Шехмана.
В 1937 году Илье Александровичу было присвоено звание Героя Труда.
Умер в Петрозаводске, похоронен на петрозаводском Неглинском кладбище.

## Научные труды
- К вопросу о клинических и патолого-анатомических изменениях сетчатки при перевязке зрительного нерва: дис. доктора медицины / И. А. Шехман. — СПб., 1902. — 85 с.

## Фотогалерея
- Бывшее здание больницы им. И. А. Шехмана в Петрозаводске
- Памятная доска на здании бывшей больницы.
- Могила Шехмана И. А. на Неглинском кладбище